# Lázár Mészáros

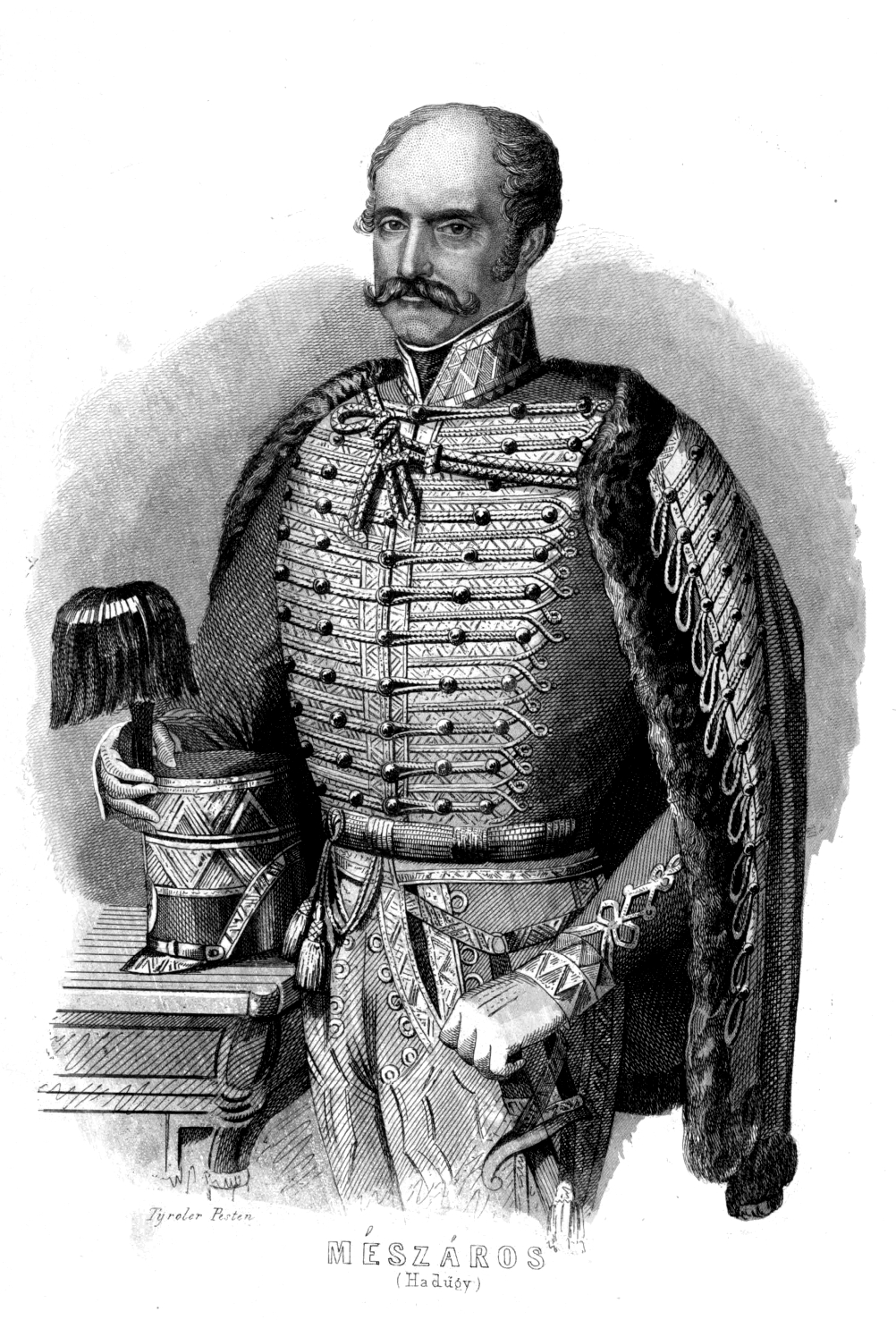
Lázár Mészáros

Lázár Mészáros von Pacsér (* 20. Februar 1796 in Baja; † 16. November 1858 in Eywood House, Titley) war ein ungarischer Feldmarschalleutnant und während des Ungarischen Unabhängigkeitskrieges Kriegsminister.

## Leben
Mészáros wurde in einer Familie adeliger ungarischer Landbesitzern geboren. Erst vier Jahre alt, verlor er 1800 beide Elternteile und wurde als Kleinkind von einem Verwandten zum anderen gebracht. Er besuchte Schulen in Baja, Szabadka, Pesta und Pécs, brach sein Jurastudium ab und trat in die kaiserliche Armee ein.
1813 nahm er als Soldat am Krieg gegen Napoleon und wurde im folgenden Jahr im Bácser Kavallerie-Regiment zum Leutnant befördert.
Von 1816 bis 1837 diente er als Offizier im 7. Husaren-Regiment und wechselte danach in das 5. Husaren-Regiment. Er wurde 1833 zum Rittmeister und 1837 zum Major befördert.
Bei letzterem verbrachte er eine 18-jährige Dienstzeit in Italien. Feldmarschall Radetzky erkannte seine Talente und auf seinen Vorschlag hin wurde Mészáros 1845 zum Oberst befördert und zum Kommandanten seines bisherigen Regiments ernannt.
Mészáros erwies sich als äußerst kultivierter Offizier, er sprach sieben Sprachen und hatte sich weitreichende Kenntnisse über die Zusammenhänge in Militär, Gesellschaft und Wirtschaft angeeignet. Im Zuge der Unabhängigkeitsbestrebungen Ungarns vom Habsburgerreich korrespondierte er seit 1837 mit István Széchenyi. Mészáros wurde darauf zum Mitglied der Magyar Tudós Társaság (Ungarische Gesellschaft der Wissenschaften) gewählt. Als Eröffnungsrede wählte er das Thema „Über die Streitkräfte in modernen bürgerlichen Gesellschaften“. Er entfaltete auch eine rege wissenschaftliche Tätigkeit, insbesondere auf dem Gebiet der Chemie und der Agrarwissenschaft.
Auf Vorschlag von Lajos Kossuth berief ihn Ministerpräsident  Batthyány am 22. März 1848 in das Kabinett der ersten ungarischen Revolutionsregierung. Nach seiner Rückkehr von italienischen Kriegsschauplatz, übernahm er am 23. Mai sein Amt als Kriegsminister.
Ab Juli 1848 saß er in der Nationalversammlung als parlamentarischer Delegierter seiner Geburtsstadt Baja. Er wurde am 8. Juni zum Generalmajor der kaiserlichen und königlichen Streitkräfte, am 1. Oktober zum Mitglied des Verteidigungs-Komitees und zum Oberbefehlshaber aller ungarischem Territorium stationierten kaiserlichen Truppen ernannt. Als Kriegsminister wirkte er maßgeblich am Aufbau und der Organisation der neuen ungarischen Honved-Armee mit.
Ende August 1848 übernahm er selbst den Oberbefehl der südlichen Armee und begab sich dazu nach Vajdaság in die Woiwodina. Am 30. September kehrte er nach Pesth zurück.
Mészáros war das einzige Mitglied aus dem Kabinett Batthyánys, das nicht zurücktrat. Er behielt zudem sein Amt als Kriegsminister und Mitglied des Landesverteidigungsausschusses. Am 13. Dezember 1848 übernahm er zusätzlich den Befehl der etwa 10.000 Mann starken Nordarmee, rekrutiere in Miskolc weitere Truppen manövrierte aber unglücklich gegen das unabhängige Korps des Grafen Schlick im Raum Kaschau und Eperies. Am 19. Januar 1849 verlor auf Kossuths Intervention den Befehl der Armee, behielt aber sein Amt als Kriegsminister bis zum 6. Mai 1849, nachdem er am 15. April nach der Unabhängigkeitserklärung Ungarns zum Feldmarschallleutnant ernannt worden war.
Am 26. Juli 1849 trat Mészáros aus Protest aus seinem Amt zurück, da er die Art und Weise, wie General Mor Perczel die ihm unterstehenden Militäreinheiten befehligte, nicht akzeptierte. Er verblieb aber stellvertretender Oberbefehlshaber der Honved-Armee und wurde zum Stabschef der im Banat stehenden Südarmee unter General Dembiński ernannt. In der Schlacht bei Temesvár kämpfte er unter General Józef Bem, nach der endgültigen Niederlage des Ungarischen Unabhängigkeitskrieges flüchtete er am 14. August 1849 mit Kossuth über die ungarisch-türkische Grenze ins Exil.
Im Mai 1851 verließ er das Asyl in der Türkei und ließ sich zunächst in Frankreich nieder, welches er nach dem Staatsstreich Napoleon III. im Dezember 1851 verließ. Nach einem Aufenthalt auf Jersey zog er im Sommer 1853 in die Vereinigten Staaten, wo er sich zunächst als Landwirt in Iowa versuchte. Er ließ sich schließlich 1855 als Lehrer in Flushing, New York nieder. Im Oktober 1858, kurz vor seinem Tod, kehrte Mészáros nach England zurück. Er starb im November 1858 in Eywood House, Herefordshire und wurde in Titley begraben. In seinem Testament wünschte er aber, dass seine sterblichen Überreste in Ungarn beigesetzt werden sollten. Diese Bitte wurde erst 133 Jahre nach seinem Tod am 15. März 1991 erfüllt, als seine Überreste in seine Heimatstadt Baja überführt wurden.